# Claudio Gonnet
Giovanni Claudio Gonnet (Moûtiers, 25 marzo 1795 – Planaise, 18 agosto 1866) è stato un politico e generale italiano.

## Biografia
Claudio Gonnet iniziò la propria carriera nell'ambito dell'esercito napoleonico, frequentando l'École polytechnique ma i rivolgimenti politici che portarono poco dopo al crollo del governo napoleonico, lo costrinsero a fare rientro in patria per essere inquadrato nell'esercito sabaudo. Qui nel 1814 divenne Sottotenente sovrannumerario nel Corpo reale degli ingegneri, Luogotenente dal 1816, Capitano nel 1824 e Maggiore comandante dal 6 dicembre 1830.
Nominato Luogotenente Colonnello il 21 aprile 1833, divenne Colonnello il 27 agosto 1837 dopo essere entrato come Membro del Consiglio del Genio militare (9 febbraio 1836) per venire poi destinato alla carica di Giudice del Tribunale supremo di guerra. Maggiore Generale il 31 dicembre 1846, venne nominato Luogotenente Generale il 30 gennaio 1847 rimanendo in carica sino al 25 marzo 1858, anno in cui si dimise dagli incarichi bellici dopo aver preso parte alla Prima guerra d'indipendenza italiana. Nel frattempo Gonnet era stato dapprima eletto deputato e poi, dal 1853, nominato senatore del Regno.
Suo figlio, Claudio Napoleone, avuto dal suo matrimonio con Giuseppina Antonietta Branche, fu anch'egli ufficiale dell'esercito piemontese.